# Kálmán Alajos
Kálmán Alajos (Rákoskeresztúr, 1935. június 26. – Budapest, 2017. december 26.) Széchenyi-díjas magyar kémikus, a Magyar Tudományos Akadémia rendes tagja. A krisztallográfia neves kutatója. 1996 és 2007 között a Magyar Kémikusok Egyesülete elnöke.

## Életútja
1953-ban kezdte meg egyetemi tanulmányait az Eötvös Loránd Tudományegyetem Természettudományi Karán, ahol 1958-ban szerzett vegyész diplomát. Diplomájának megszerzése után az MTA Központi Kémiai Kutatóintézethez került, előbb gyakornoki, segédmunkatársi, munkatársi, majd 1969-től tudományos főmunkatársi beosztásban dolgozott. 1976-ban a röntgendiffrakciós osztály vezetőjévé nevezték ki. A 2000-es években tudományos tanácsadói, majd kutatóprofesszori címet kapott. 1977-ben az ELTE címzetes egyetemi tanára lett, kémiai krisztallográfiát oktatott. Számos alkalommal járt külföldön vendégelőadóként: Olaszország (1966), Anglia (1968–1969), Amerikai Egyesült Államok (1974, 1989) és Japán (1997).
1968-ban védte meg a kémiai tudományok kandidátusi értekezését, 1975-ben megszerzi a kémiai tudomány doktora fokozatot. Az MTA Fizikai-Kémiai, illetve a Szervetlen Kémiai Bizottságának lett tagja. 1995-ben megválasztották a Magyar Tudományos Akadémia levelező, 2001-ben rendes tagjává. Még 1999-ben az Akadémiai Kutatóhelyek Tanácsa tagja lett. 2003-ban a brüsszeli Európai Tudományos Akadémia is felvette tagjai sorába.
A Magyar Kémikusok Egyesülete (MKE) munkájában korán részt vett, az 1980-as években a társaság elnökségi tagja volt, majd 1990-ben az MKE alelnökévé választották. 1996-ban (Náray-Szabó Gábor MTA-főtitkár-helyettessé történt megválasztása után) átvette az egyesület ügyvezető elnökségét, majd egy évre rá megerősítették elnökként. Tisztségét 2007-ig viselte. 1989 és 2000 között a Vigyázó Ferenc Művelődési Társaságot is vezette. A nemzetközi tudományos életben a Nemzetközi Krisztallográfiai Unió (IUCr) tevékenységében vett részt: 1984-ben a végrehajtó bizottság tagja lett, majd 1990 és 1993 között alelnökként dolgozott. 1987 és 1993 között az IUCr képviselője volt az Európai Fizikai Társaságban.

## Munkássága
Fő kutatási területe a kémiai krisztallográfia és a molekulaszerkezet-kutatás, de foglalkozott egyéb, például szervetlen kémiai kérdésekkel is.
Jelentős eredményeinek egyike a tetraéderes oxoanionok jellemzésével kapcsolatos: itt törvényszerűségeket ismert fel a periódusos rendszeren belül. Munkássága során több száz heterociklusos vegyület térszerkezetét vizsgálta és határozta meg az általuk gyakran mutatott polimorfia jellemzőit. Úttörőnek számító munkája a szupermolekulaként viselkedő szerves kristályok izostrukturalitásának átfogó jellegű jellemzése és leírása. Ezzel kapcsolatban több, úgynevezett izostrukturalitási indexet javasolt.
Az izostrukturális rendszerek kapcsolatát vizsgálva felfedezte a nem krisztallográfiai rotációk, transzlációk jelentőségét.

## Díjai, elismerései
- Akadémiai Díj (1975)
- Széchenyi-díj (1994, megosztva Bernáth Gáborral és Sohár Pállal) – A szerves és gyógyszerkémia, a spektroszkópia és röntgenkrisztallográfia területén példás együttműködéssel végzett, nemzetközileg is elismert tevékenységükért.
- Hanus Medal (2002)
- Podmaniczky-díj (2005)
- Fabinyi Rudolf-emlékérem (2007)
- Than Károly-emlékérem (2011)
- Rákosmente díszpolgára
- A Magyar Érdemrend középkeresztje (2015)

## Emlékezete
Emlékére zongorakoncertet tartottak a Rákoshegyi Bartók Zeneházban 2018. január 28-án.
Emlékére 2018-ban élettársa és családja megalapította a Kálmán Alajos tudományos díjat a Magyar Kémikusok Egyesülete közreműködésével.

## Főbb publikációi
- Mean X–O Bond Lenghts of the XO4n- Tetrahedral Oxyanions (1971)
- Structure of Bis-(2-carboxyphenyl)sulphur Dihydroxide Dilactone (társszerző, 1973)
- Conformational Characteristics of Anhydrous Sulfaguanidine Computer Retrieval and Analysis of N-Substituted Arylsulfonamides (társszerző, 1981)
- On the Nature of Hypervalant S–O Bonds in Sulfurane (1993)
- Isostructurality of Organic Crystals (1997)
- Barangolások kristályrácsokban (székfoglaló, 1999)
- Kristály-architektúra: szupermolekuláris szerveződések szépségei (2001)
- Morphotropism: a link between the isostructurality, polymorphism and (stereo)isomerism of organic crystals (2005)